# ティエリー・ジョルジュ
ティエリー・ジョルジュ（Thierry Gueorgiou、フランス語発音: [tjɛʁi ʒɔʁʒu];、1979年3月30日 - ）は、フランスを代表するオリエンテーリング選手、並びに指導者。
オリエンテーリングの国際大会においてこれまで20以上もの金メダルを獲得しており、世界オリエンテーリング選手権のミドル種目では8度の優勝（2003-2005，2007-2009，2011, 2017）を経験している。2016年11月、2017年の世界選手権後にスウェーデンナショナルチームのヘッドコーチに就任する事が公表された。

## 所属
ジョルジュはフランスのサンテティエンヌを本拠地とするNO St-Etienneと、フィンランドのKalevan Rastiに所属している。世界最大のリレー大会の一つであるユッコラ（en:Jukola Relay）では、Kalevan Rastiの優勝に3度貢献している(2004, 2005，2007)。
またフランスオリエンテーリング連盟を代表する選手でもある。フル代表として国際大会の舞台に登場したのは1997年のノルウェーはグリムスタで開かれた世界選手権で、その時はまだ18歳だった。

## 世界選手権
ミドルの帝王と呼ばれ、フランスのエースとして目覚ましい成績を残しているジョルジュだが、世界選手権のリレーでは様々な出来事を経験している。

### WOC2008 ジョルジュの負傷
2008年にオロモウツで開かれた世界選手権でフランスのエースとしてリレー種目のアンカーである第3走者となっていたジョルジュは、優勝争いを繰り広げていたイギリスやロシアといった後続に差をつける快走でレース終盤へと入っていったが、いきなりGPSトラッキングによる通信が途絶えてしまった。結局トップで会場に現れたのはイギリスであり、その後もロシア、スイスなど有力国が続々とフィニッシュする中でしばらく時間をおいてからようやく会場へと姿を現わしたが、歩きながらであった。レース途中で蜂に舌の後ろを刺されたためであり、やっとのことで会場にたどりついたのジョルジュは、フィニッシュすることなく病院へヘリコプターで搬送されることとなった。これによりレースの方はイギリスとフィンランドの一騎討ちとなり、最終的にはジェイミー・スティーブンソンが逃げ切ってイギリスの初優勝となった。

### WOC2009 マルティン・ヨハンソンの負傷

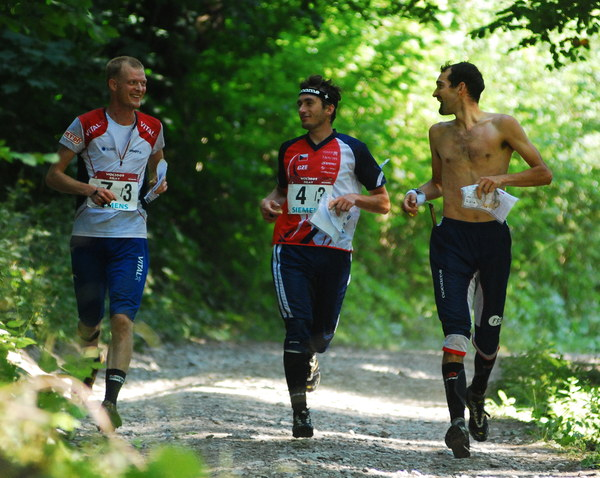
応急処置後、会場へ戻る3人

2009年、ハンガリーのミシュコルツで行われた世界選手権でも、リレー種目におけるフランスのアンカーはもちろんジョルジュだった。Anders Nordberg（ノルウェー）、Mochael Smola（チェコ）とともにトップを走っていたスウェーデンのマルティン・ヨハンソンを追っていたが、この年もアクシデントが発生する。先頭のヨハンソンが右太ももに枝を原因とした12 cmもの深さの穿通損傷を負ってしまい、流血しながら動けなくなってしまった。そこに後続の3人が現れ、Nordbergは助けを呼びに行き、ジョルジュとSmolaはその場に残ってヨハンソンに付き添った。その際ジョルジュは刺さっていた枝を引きぬき、自らのウェアとGPSトラッキングの機材で止血を試みた。応急処置が終わってからは、ジョルジュとSmolaは道までヨハンソンをおぶり、Nordbergはその場所まで救護を呼んだ。3人は一度会場に戻った後に、各々のレースへ戻っていくこととなった。この年のフランスの正式記録は25位となっている。

### WOC2011 母国開催
2011年、世界選手権の開催地は24年ぶりにフランスとなった。フランス国内でも屈指の難テレインを有するサヴォワでのWOCにジョルジュはしっかりと照準を合わせ、ロング競技、ミドル競技で下馬評通り優勝を果たした。母国開催のWOCへ照準を合わせていたのはジョルジュ以外も同じであり、男子ロング予選では３ヒートそれぞれにおいてフランスの選手がトップ通過する結果となった。勢いそのままにリレー競技へのぞんだフランスチームは、第1走者のフィリップ・アダムスキーがトップのノルウェーと30秒差の3位につけて返ってくると、2走のフランソワ・ゴノンが堅実なレース運びで順位を1つ上げ、アンカーであるジョルジュが圧倒的なパフォーマンスを見せつけて2秒差で先行スタートしていた強国スウェーデンを大きく引き離し1位でフィニッシュ、フランスを優勝へと導いた。フランスがWOCリレーで優勝するのはこれが初めてのことである。

## ヨーロッパ選手権
ジョルジュは2006年、トレイル・オリエンテーリングにおいてもヨーロッパ選手権者となっている。このことは彼の技術力がいかに優れているかということを示している。

## 一般生活／日常
ジョルジュのニックネームはTeroである。またフィンランドではTero Kettunen、そしてノルウェーではTerje Gundersenとしてよく知られている。居住地はサンテティエンヌであり、そこで生物学を学んだ。

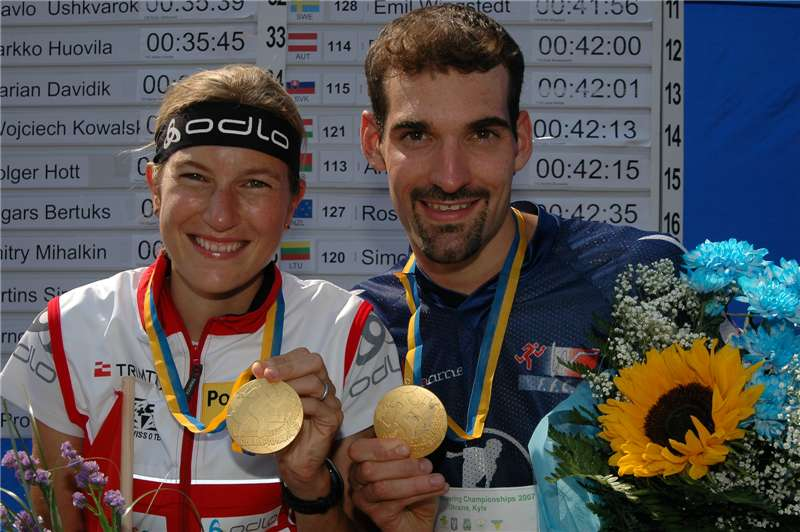
WOC2007ミドル優勝のジョルジュとシモーネ・ニグリ＝ルーダー
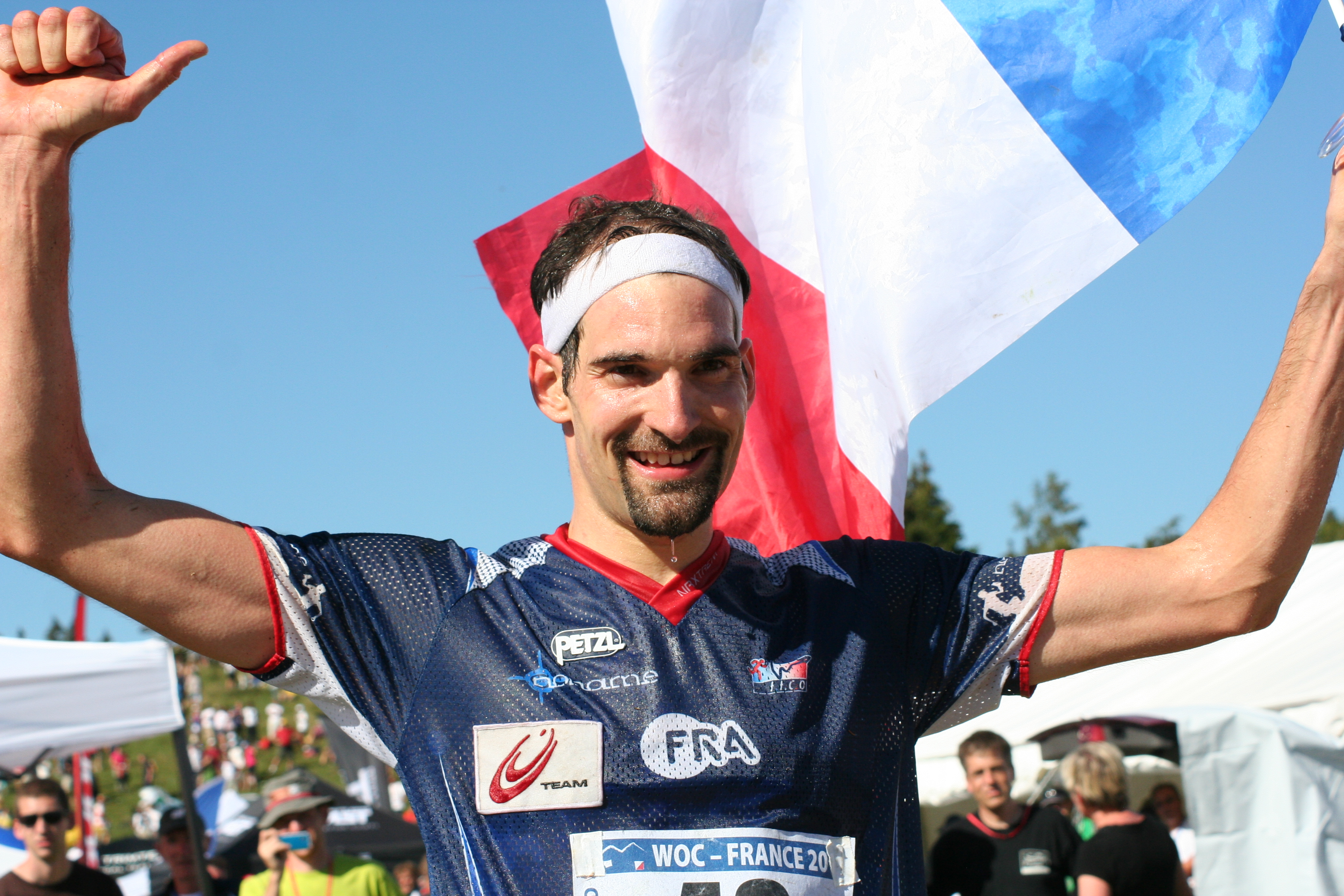
WOC2011ロングにて優勝を決めたジョルジュ
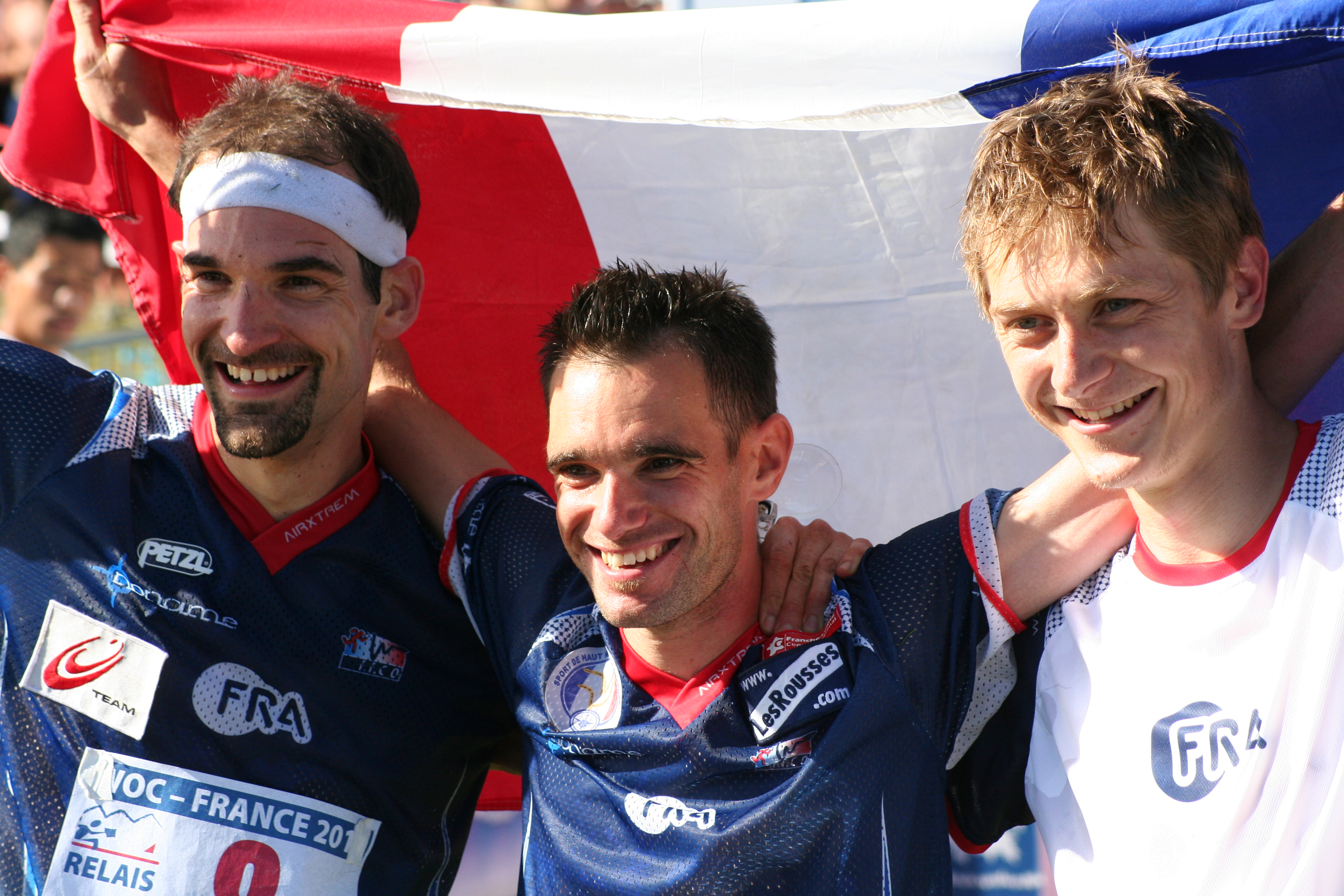
WOC2011リレー優勝のジョルジュ（左）とフランソワ・ゴノン（中央）、フィリップ・アダムスキー
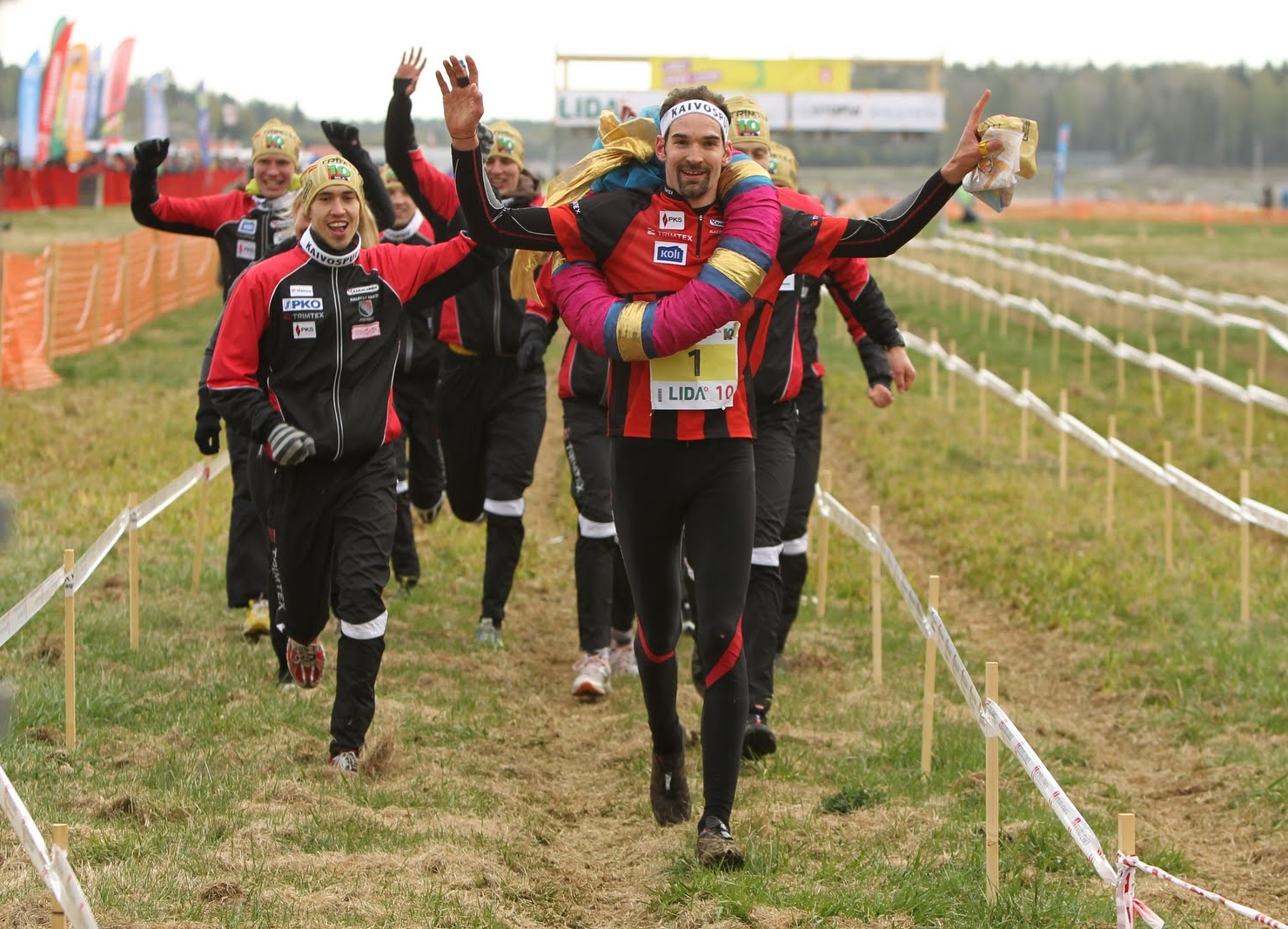
Tiomila2011にてウィニングランを行うジョルジュ
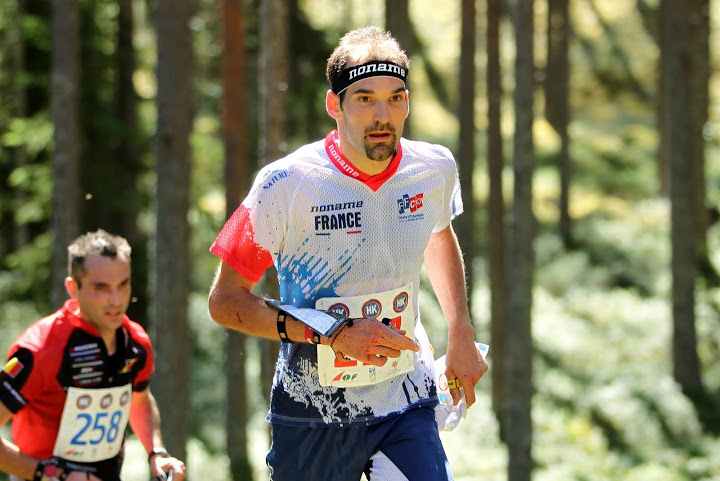
WOC2013ロング予選
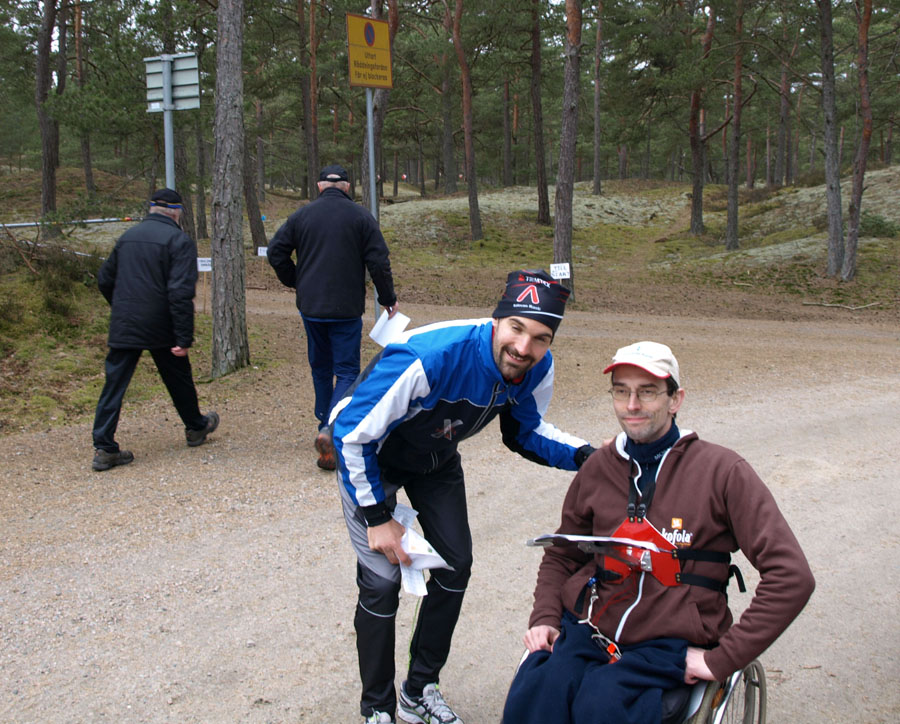
トレイルOにて